# Fallsteingebiet nördlich Osterwieck
Das Fallsteingebiet nördlich Osterwieck ist ein FFH- und ein EU-Vogelschutzgebiet in der Stadt Osterwieck im Landkreis Harz in Sachsen-Anhalt.

## Allgemeines
Das FFH- und EU-Vogelschutzgebiet ist circa 1441 Hektar groß (beim Bundesamt für Naturschutz ist die Größe mit 1390 Hektar angegeben). Es überlagert sich mit dem Landschaftsschutzgebiet „Fallstein“ und umfasst die Naturschutzgebiete „Waldhaus“, „Kleiner Fallstein“, „Großer Fallstein“ und „Osteroder Holz“. FFH- und EU-Vogelschutzgebiet sind durch die Landesverordnung zur Unterschutzstellung der Natura 2000-Gebiete im Land Sachsen-Anhalt (N2000-LVO LSA) seit dem 21. Dezember 2018 rechtlich gesichert. Zuständige untere Naturschutzbehörde ist der Landkreis Harz.

## Beschreibung
Das aus zwei Teilflächen bestehende FFH- und EU-Vogelschutzgebiet liegt nördlich von Osterwieck auf dem Großen Fallstein, einem Muschelkalkrücken im nördlichen Harzvorland zwischen der Harzrandmulde und dem Großen Bruch. Es umfasst den größten Teil eines Waldgebietes, der größtenteils als Waldmeister-Buchenwald mit Rotbuche, Gemeiner Esche, Bergahorn und Traubeneiche ausgebildet ist. In der Krautschicht siedeln unter anderem Waldmeister, Einblütiges Perlgras, Nickendes Perlgras, Ährige Teufelskralle, Waldsegge, Große Sternmiere, Waldbingelkraut, Maiglöckchen und Märzenbecher. Kleinflächig ist auch Labkraut-Eichen-Hainbuchenwald mit Eichen, Hainbuche, Spitzahorn, Feldahorn, Gemeiner Esche und Elsbeere sowie auch der Rotbuche ausgebildet. Die Krautschicht wird hier unter anderem von Türkenbundlilie, Waldlabkraut und Vielblütiger Weißwurz gebildet. Insbesondere an den Waldsäumen siedeln auch Pfirsichblättrige Glockenblume, Färberscharte, Maiglöckchen, Hohler Lerchensporn, Seidelbast und Schwarze Platterbse. Die Wälder verfügen teilweise über einen hohen Alt- und Totholzanteil. An nach Süden exponierten Hängen des Kirchbergs im Süden des Gebietes sind auch orchideenreiche Halbtrockenrasen ausgebildet.
Das Gebiet ist Lebensraum verschiedener Fledermäuse, darunter Braunes Langohr, Breitflügelfledermaus, Fransenfledermaus, Kleine Bartfledermaus, Wasserfledermaus, Zwergfledermaus, Großes Mausohr und Mopsfledermaus. Die Wälder beherbergen die Spechtarten Schwarzspecht, Grauspecht, Grünspecht, Mittelspecht, Buntspecht und Kleinspecht. Weiterhin sind hier Sperber und Wespenbussard heimisch. Zeitweise kann auch der Uhu nachgewiesen werden. Die Wälder sind auch Lebensraum für Rot- und Schwarzmilan, wobei ihre Bestände stark rückläufig sind und der Schwarzmilan seit mindestens 2007 nicht mehr nachgewiesen werden konnte. Waldrandbereiche sind Lebensraum für Wendehals und Neuntöter. Weiterhin sind unter anderem Sperbergrasmücke, Wiesenpieper und Zwergschnäpper im Gebiet heimisch.
Auf dem Kirchberg im Süden des Gebietes steht ein 1904 eröffneter Bismarckturm. Das Gebiet ist nahezu vollständig von landwirtschaftlichen Nutzflächen umgeben, die vielfach ackerbaulich genutzt werden.